# Pelospora glutarica
Pelospora glutarica è una specie di batterio appartenente alla famiglia delle Syntrophomonadaceae.